# Енергетика на Бразилия
Енергетиката на Бразилия е основна част от икономиката на страната.
Бразилия е 10-ият в света потребител на енергия и 3-тият в западното полукълбо след САЩ и Канада.
Бразилската енергийна система се основава на възобновяеми енергийни източници, по-специално вода и етанол и от друга страна, невъзобновяеми, като нефт и природен газ. През последните три десетилетия, Бразилия работи интензивно за създаването на алтернатива на бензина. Със своето гориво, основано на захарната тръстика – етанол, нацията може да стане енергийно независима в близко бъдеще. Планът на правителството от 70-те години, про-алкохол, в отговор на несигурността на петролния пазар, се ползва с частичен успех. Все пак, голяма част от бразилците използват тъй наречените „флекс-автомобили“, които работят с етанол или бензин, позволяващи на потребителя да може да си зареди колата с по-евтиния вариант, обикновено етанол.
Страни с висока консумация на гориво като Индия и Китай следват напредъка на Бразилия в тази област. Освен това, държави като Япония и Швеция внасят бразилски етанол, за да изпълнят екологичните си задължения, посочени в Протокола от Киото.
Бразилия има втория най-голям резерв от нефт в Южна Америка и е един от най-големите производители на суровината, която е увеличила производството си през последните години. Страната заема едно от първите места в света в производството на водноелектрическа енергия. От общия ѝ капацитет за генериране на електричество, равняващо се на 90 хил. мегавата, водноелектрическата енергия възлиза на 66.000 мегавата (74%).
Ядрената енергия съставлява около 3% от енергийната система на Бразилия. Обогатеният уран от Фабриката за ядрено гориво (FCN), в Резенди, щат Рио де Жанейро, в днешно време отговаря на енергийните нужди на държавата. Бразилия разполага с две АЕЦ с обща мощност малко над 2 гигавата. АЕЦ „Ангра 3“ е в застой от средата на 80-те години на 20 в
Бразилия може да стане световна сила в производството на петрол, с големите открития на този ресурс в последно време в басейна Сантус.